# Ганс-Еріх Фосс
Ганс-Еріх Фосс (нім. Hans-Erich Voß; 30 жовтня 1897, Ангермюнде — 18 листопада 1969, Берхтесгаден) — німецький військово-морський діяч, віцеадмірал крігсмаріне (1 серпня 1944).

## Біографія
У липні 1915 року вступив добровольцем на флот. Пройшов підготовку на важкому крейсері «Фрея» і на курсах при військово-морському училищі в Мюрвіку (1917), пізніше закінчив військово-морське училище у Вільгельмсгафені (1923). Учасник Першої світової війни; лейтенант. Після закінчення війни залишений на флоті. У 1927—1929 рр. служив вахтовим офіцером на лінійному кораблі «Ельзас». У 1930—1934 рр. інструктор училища берегової артилерії. У 1934 році переведений в Морське керівництво. З 1936 р. 1-й артилерійський офіцер на броненосці «Адмірал Шеєр». З 1938 року командир 3-го морського навчального батальйону. З 1939 р. офіцер Адмірал-штабу в штабі командування групою ВМС «Схід». З 1939 р. начальник Командного відділу (з січня 1942 року — Управлінської групи) Командного управління ОКМ. З 1 березня 1943 складався представником Головнокомандувача ВМФ грос-адмірала К. Деніца в Ставці А. Гітлера. 30 квітня (за іншими даними, 6 травня) 1945 року взятий в полон радянськими військами. 10 серпня 1951 р. заарештований органами МДБ СРСР. Військовим трибуналом Московського військового округу 16 лютого 1952 р. засуджений до 25 років тюремного ув'язнення. 22 грудня 1954 року достроково звільнений і 17 січня 1955 року переданий владі НДР.

## Звання[1]
- Боцман (27 січня 1916)
- Фенріх-цур-зеє (19 квітня 1916)
- Лейтенант-цур-зеє (17 вересня 1917)
- Обер-лейтенант-цур-зеє (10 січня 1921)
- Капітан-лейтенант (1 січня 1928)
- Корветтен-капітан (1 жовтня 1934)
- Фрегаттен-капітан (1 листопада 1937)
- Капітан-цур-зеє (1 листопада 1939)
- Контр-адмірал (1 березня 1944)
- Віце-адмірал (1 серпня 1944)

## Нагороди
- Залізний хрест 2-го класу (27 серпня 1917)
- Хрест «За військові заслуги» (Мекленбург-Шверін) 2-го класу (20 вересня 1918)
- Хрест Вірності гвардійського корпусу земельної оборони фон Нефвіля 2-го і 1-го класу (20 березня 1920) — отримав 2 нагороди одночасно.
- Хрест Левенфельда
- Німецький імперський спортивний знак
- Почесний хрест ветерана війни з мечами (30 листопада 1934)
- Медаль «За вислугу років у Вермахті» 4-го, 3-го і 2-го класу (18 років; 2 жовтня 1936) — отримав 3 нагороди одночасно.
- Орден Корони (Югославія) 3-го ступеня (1 червня 1939)
- Застібка до Залізного хреста 2-го класу (1 жовтня 1939)
- Іспанський хрест в сріблі (27 березня 1940)
- Залізний хрест 1-го класу (1 жовтня 1940)
- Орден Зірки Румунії, командорський хрест з мечами (14 березня 1942)
- Нагрудний знак флоту (7 вересня 1942)
- Орден Корони короля Звоніміра 1-го класу з мечами (Незалежна Держава Хорватія; 26 вересня 1942)
- Орден «Святий Олександр», командорський хрест з мечами на кільці (Третє Болгарське царство)
- Орден Священного скарбу 3-го ступеня (Японська імперія)
- Нагрудний знак «За поранення 20 липня 1944»
  - Чорний (2 вересня 1944) — за поранення, отримані під час замаху на Гітлера 20 липня 1944 року.
  - Срібний
  - Золотий